# جياكومو دا لينتيني
جياكومو دا لينتيني (بالإيطالية: Giacomo da Lentini)‏ والمعروف أيضاً باسم ياكوبو (إل) نوتارو (بالإيطالية: Jacopo (il) Notaro)‏، شاعر إيطالي من القرن الثالث عشر. كان شاعراً من كبار المدرسة الصقلية، كما كان كاتب العدل في بلاط الإمبراطور الروماني المقدس فريدريك الثاني. ينسب لجياكومو ابتداعه للسونيت.

## روابط خارجية
- جياكومو دا لينتيني على موقع الموسوعة البريطانية (الإنجليزية)
- جياكومو دا لينتيني على موقع ميوزك برينز (الإنجليزية)